# 네기시 아케미
네기시 아케미(Akemi Negishi, 1934년 3월 26일 ~ 2008년 3월 11일)는 일본의 배우이다.

## 영화
- 시키부 이야기 (1990년)
- 사사메유키 (1983년)
- 가루자와 부인 (1982년)
- 멀리서 치는 천둥 (1981년)
- 인생은 어려워 (1979년)
- 위험한 관계 (1978년)
- 불량 여두목전 (1973년)
- 수라설희 (1973년)
- 여죄수 사소리 4 - 원한의 노래 (1973년)
- 여죄수 사소리 1 - 701호 여죄수 사소리 (1972년)
- 마비해파리 (1970년)
- 전기해파리 (1970년)
- 도데스카덴 (1970년)
- 붉은 수염 (1965년)
- 고질라 4 - 킹콩 대 고질라 (1962년)
- 반인간: 흉칙한 스노우맨의 이야기 (1958년)
- 밑바닥 (1957년)
- 취우 (1956년)
- 아내의 마음 (1956년)
- 산 자의 기록 (1955년)
- 아나타한 (1953년)